# 1354
- Wikisource

| Calendário gregoriano                                                        | 1354 MCCCLIV                                         |
| Ab urbe condita                                                              | 2107                                                 |
| Calendário arménio                                                           | 803 – 804                                            |
| Calendário bahá'í                                                            | -490 – -489                                          |
| Calendário budista                                                           | 1898                                                 |
| Calendário chinês                                                            | 4050 – 4051 Início a 25 de janeiro (aproximadamente) |
| Calendário copta                                                             | 1070 – 1071                                          |
| Calendário etíope                                                            | 1346 – 1347                                          |
| Calendários hindus - Vikram Samvat - Calendário nacional indiano - Cáli Iuga | 1409 – 1410 1275 – 1276 4454 – 4455                  |
| Calendário Holoceno                                                          | 11354                                                |
| Calendário islâmico                                                          | 755 – 756                                            |
| Calendário judaico                                                           | 5114 – 5115                                          |
| Calendário persa                                                             | 732 – 733                                            |
| Calendário rúnico                                                            | 1604                                                 |
| Calendário solar tailandês                                                   | 1897                                                 |

1354 (MCCCLIV, na numeração romana) foi um ano comum do século XIV do Calendário Juliano, da Era de Cristo, e a sua letra dominical foi E (52 semanas), teve início a uma quarta-feira e terminou também a uma quarta-feira.
No reino de Portugal estava em vigor a Era de César que já contava 1392 anos.

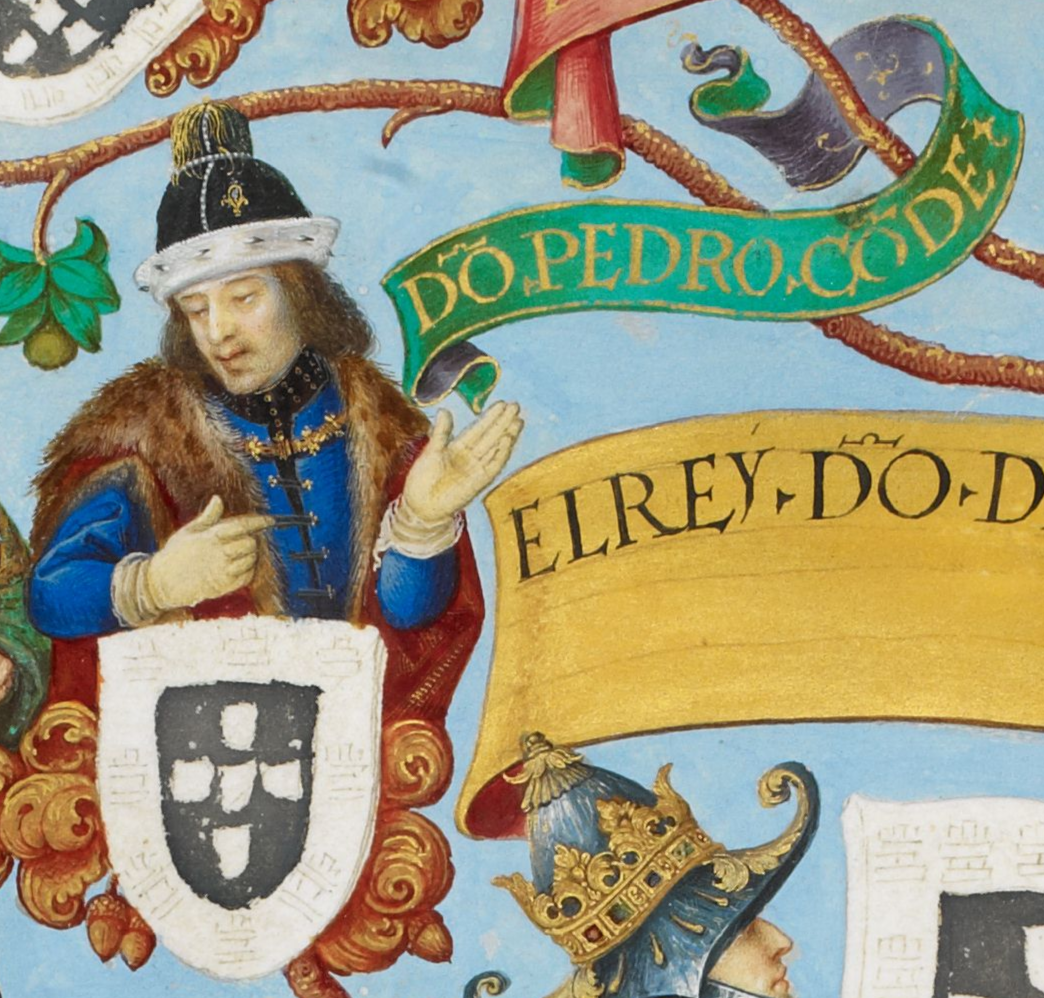
Dom Pedro Afonso de Portugal, III conde de Barcelos. Iluminura de António de Holanda, Genealogia dos Reis de Portugal (1340-1350).

| Ano completo                        |
| ----------------------------------- |
| Ano comum com início à quarta-feira |

## Eventos
- 19 de outubro — Maomé V torna-se o oitavo sultão do Reino Nacérida de Granada, na sequência do assassinato do seu pai Iúçufe I; reinou com uma interrupção até à sua morte em 1391.

## Mortes
- 28 de agosto -  Maria de Avesnes, Duquesa de Bourbon como esposa de Luís I, Duque de Bourbon  (n. 1280).
- 7 de setembro — Andrea Dandolo, doge de Veneza entre 1343 e 1354  (n. 1306).
- 19 de outubro — Iúçufe I Niar, sétimo sultão do Reino Nacérida de Granada desde 1333; assassinado  (n. 1318).
- Pedro Afonso, conde de Barcelos (n. c1287).